# Lewis Askey
Lewis Askey (Cannock, 4 maggio 2001) è un ciclista su strada e ciclocrossista britannico che corre per il team Groupama-FDJ; è professionista dal 2022.

## Palmarès

### Strada
- 2018 (Juniores)

Parigi-Roubaix Juniors
- 2019 (Juniores)

1ª tappa Isle of Man Junior Tour
Classifica generale Isle of Man Junior Tour
Classifica generale Junior Tour of Wales
- 2021 (Équipe Continentale Groupama-FDJ, una vittoria)

2ª tappa Ronde de l'Isard d'Ariège (Faudoas > Lannemezan)
- 2025 (Groupama-FDJ, due vittorie)

Boucles de l'Aulne
2ª tappa Quattro Giorni di Dunkerque (Avesnes-sur-Helpe > Crépy-en-Valois)

#### Altri successi
- 2018 (Juniores)

Prologo Junior Cycling Tour Assen
- 2021 (Équipe Continentale Groupama-FDJ)

Classifica traguardi volanti Giro della Valle d'Aosta
Classifica traguardi volanti Ronde de l'Isard d'Ariège

### Cross
- 2021-2022

National Trophy Series #1 (Derby)

## Piazzamenti

### Grandi Giri
- Giro d'Italia

2024: 93º
- Tour de France

2025: 127º
- Vuelta a España

2023: 105°

### Classiche monumento
- Milano-Sanremo

2025: 137º
- Giro delle Fiandre

2022: 55º
2023: 32º
2024: ritirato
2025: 113º
- Parigi-Roubaix

2022: 42°
2023: 25º
2024: 37º
2025: ritirato

### Competizioni mondiali
- Campionati del mondo su strada

Innsbruck 2018 - In linea Junior: 26º
Yorkshire 2019 - In linea Junior: 22º
Fiandre 2021 - In linea Under-23: 5º
- Campionati del mondo di ciclocross

Bogense 2019 - Juniores: ritirato

### Competizioni europee
- Campionati europei su strada

Drenthe 2023 - In linea Elite: 31°
- Campionati europei di ciclocross

Tábor 2017 - Junior: 17º
Rosmalen 2020 - Under-23: 16º